# CL J1001+0220

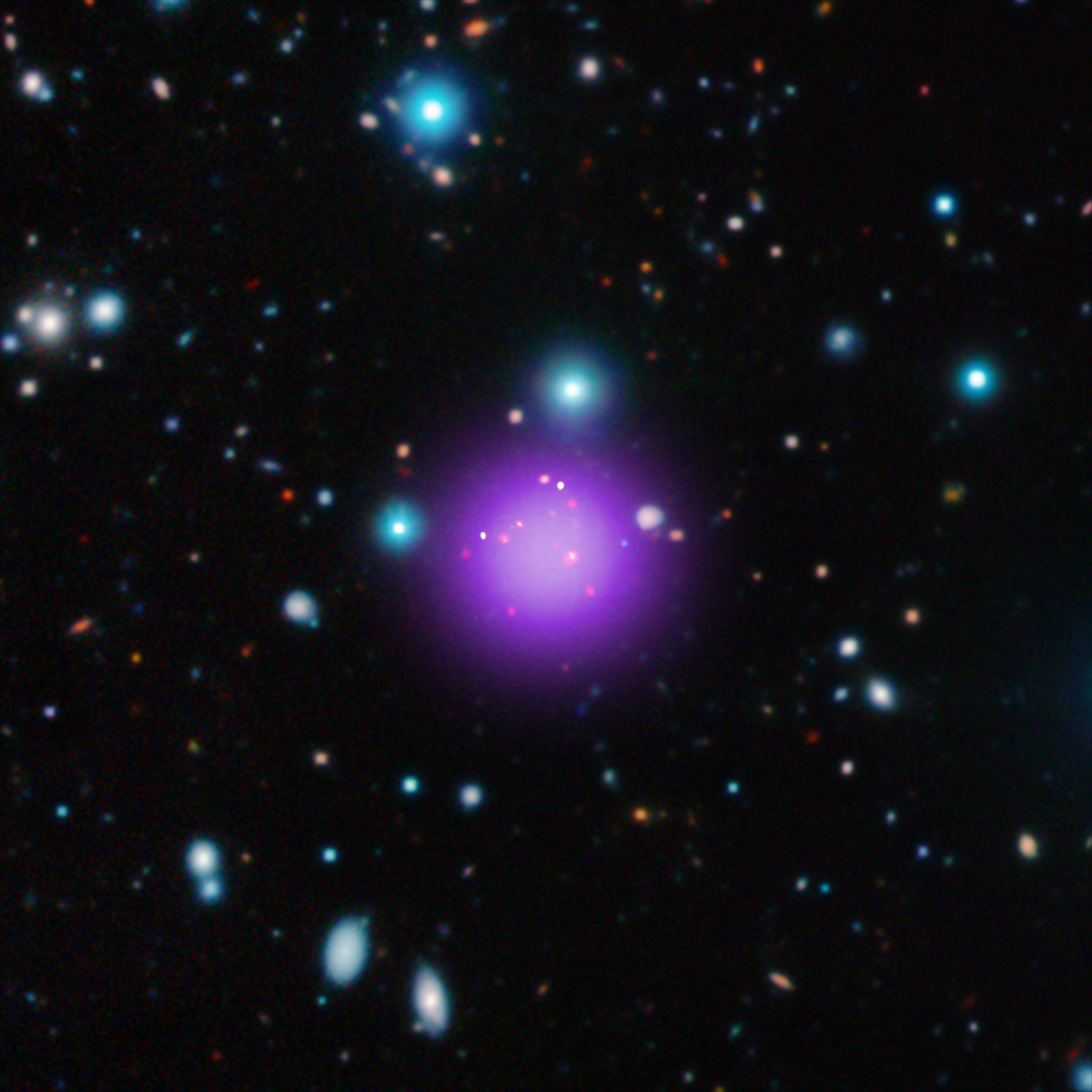
Image composite de CL J1001+0220 obtenue à partir d'observations dans les domaines des onde radio (vert), des'infrarouges (rouge, vert et bleu) et des rayons X (violet).

CL J1001+0220, ou également CLG J1001+0220, est un groupe de galaxies, le plus éloigné de la Terre connu au moment de sa découverte (annoncée le 30 août 2016). Il a été détrôné par l'amas de galaxies JKCS 041. Situé à environ 11,1 milliards d'années-lumière, il est doté d'un décalage vers le rouge, mesuré par spectroscopie, de 2,506.
Découvert en 2016 par une équipe scientifique internationale dirigée par Tao Wang, il a été observé pour la première fois avec le télescope spatial Chandra, en collaboration étroite avec le télescope VISTA de l'Observatoire Européen Austral et le Atacama Large Millimeter Array, lors d'une étude d'un champ profond dans la constellation du Sextant.
L'amas de galaxies semble être en phase de formation, encore entre le stade du proto-amas et celui de l'amas dit « mature », et c'est le premier amas de ce type à pouvoir être observé à ce stade de son évolution. L'amas se compose de dix-sept galaxies, dont onze galaxies massives et six protogalaxies. Il est encore dans une phase où les galaxies qui le composent n'ont formé qu'une petite fraction de leurs étoiles, et où le taux de formation d'étoiles interne à l'amas est très élevé.

## Formation stellaire
CL J1001+0220 est un amas très jeune, et les galaxies qui le forment sont encore dans un processus de formation d'étoiles et riches en poussières interstellaires. Cette période est connue comme la phase de protogalaxie dans l'évolution des galaxies, et elle s'étend sur quelques centaines de millions d'années. Lors de cette période dans la vie d'une galaxie, le taux de formation stellaire y est très élevé car toute la poussière contenue dans la galaxie est en train de s'effondrer à cause de la gravité, et donc de produire une formation massive d'étoiles et par conséquent, une cascade de sursauts de formation.
Chez les galaxies très jeunes, ce taux peut atteindre les 1 000 M☉/an-1 pour une galaxie en phase de production massive d'étoiles, et au cœur de l'amas, il équivaut à environ 3 400 M☉/an-1. Des mesures spectroscopiques effectuées sur le centre de l'amas ont permis d'observer que les galaxies du centre sont formées d'étoiles de population II et qu'elles forment de nouvelles étoiles au rythme d'environ 3 400 M☉/an-1. À cette vitesse, les réserves de gaz seront épuisées d'ici 200 millions d'années, suggérant que le taux diminue progressivement et que les galaxies connaissent des périodes de sursauts de formation. En comparaison, la Voie lactée a un taux actuel de formation estimé à environ 1 M☉/an-1, de sorte que les galaxies au centre de l'amas produisent des étoiles à un rythme trois mille fois supérieur à la Voie lactée. CL J1001+0220 permet d'ailleurs de conclure que la formation d'étoiles ralentit dans les grandes galaxies au sein des amas après que les galaxies se sont déjà réunies pendant le développement de l'amas, ce qui est appuyé par le fait que des amas de galaxies moins distants ont un taux moins élevé de formation d'étoiles.

## Population
À un décalage vers le rouge de z ∼ 2,506, il s'agit de l'amas de galaxies le plus éloigné, confirmé par spectroscopie, ce qui repousse le temps de formation des amas de galaxies à ∼0,7 milliard d'années après le Big Bang. À grande échelle, cette concentration dense de galaxies est entourée d'une surdensité plus large de petites galaxies qui s'étendent jusqu'à environ 1 Mpc (∼3,26 millions d'al) du centre de l'amas. L'observation des galaxies a permis d'identifier 17 galaxies au total, et onze galaxies massives dont les masses dépassent le stade de 1011 M☉. La population de l'amas est également composée de galaxies très massives pour leur jeune âge, puisque la masse de l'amas, estimée à 1013,9 ± 0,2 M☉, et en grande majorité due à la présence de ces galaxies. Grâce à des observations millimétriques, 2 des onze galaxies se sont révélées être des noyaux actifs, abritant probablement des quasars, tandis que les autres sont considérées comme passives et en formation. Un constat est que toutes sont caractérisées par des morphologies dites elliptiques, mais elles ne sont pas dans un stade avancé de leur vie, l'ellipticité étant juste une phase précaire de la formation et de l'évolution des galaxies, et elles sont plus proches de la forme irrégulière de protogalaxie.
CL J1001+0220 est également un amas qui, dans le futur, possédera l'un des halo de matière noire les plus massifs de l'univers, celui-ci étant déjà considéré comme très massif pour son très jeune âge. L'étude de la formation et de l'évolution des amas de galaxies comme CL J1001+0220 et de leurs galaxies membres est fondamentale pour la compréhension de la formation des galaxies et de la cosmologie. Les amas massifs de galaxies, situés dans l'univers local, sont caractérisés par une population importante de galaxies elliptiques massives et passives dans leurs noyaux, le cas de CL J1001+0220 faisant débat, puisqu'une petite quantité de noyaux actifs y est présente. L'étude des amas de galaxies du même âge et les simulations numériques suggèrent que les amas massifs comme CL J1001+0220 connaissent une phase de formation, lorsque la majeure partie des étoiles dans les galaxies de l'amas central s'est formée, et les premiers halos de matière noire se forment au même moment. Les observations des structures des galaxies dans cette phase de formation rapide sont essentielles pour cartographier le chemin complet de la formation des amas de galaxies et pour répondre aux questions fondamentales sur l'effet des environnements denses sur la formation et l'évolution des galaxies. De telles structures, cependant, ont été jusqu'à présent difficiles à détecter en raison de leur rareté et de leur distance. C'est pour cela que les cas comme CL J1001+0220 sont considérés comme exceptionnels.

## Centre
Alors que la masse du halo et la densité maximale des galaxies de CL J1001 ressemblent déjà à celles des amas matures à faible décalage vers le rouge, les galaxies membres du cœur de CL J1001 présentent des propriétés de formation d'étoiles inhabituelles par rapport aux amas découverts précédemment, comme l'indiquent les observations de l'amas faites dans l'infrarouge lointain et l'émission millimétrique dans le cœur, dont en ressort une luminosité infrarouge de 1013,2 ± 0,1 L☉. Cette luminosité infrarouge provient de la formation d'étoiles. Les observations millimétriques ont permis de calculer que le centre contient une grande quantité de poussière interstellaire, la masse totale de la poussière étant estimée à 109,3 ± 0,1 M☉, traduite en une masse de gaz moléculaire de 5 ± 1 × 1011 M☉. Cette grande quantité de gaz moléculaire suggère que le noyau de l'amas assemble toujours activement sa masse stellaire et augmentera considérablement sa masse dans un court laps de temps, malgré le fait que sa densité de masse stellaire actuelle (ou le nombre de galaxies massives) est déjà comparable à celle des amas, plus évolués.
L'émission infrarouge permet aussi de conclure que les galaxies les plus massives, situées vers le centre de l'amas, comprennent une émission infrarouge intense venant de leur centre. Celle-ci marque la présence de gaz porté à de très hautes températures, ce qui est généralement le signe de la présence d'un quasar. L'équipe de Tao Wang suggère la présence d'un quasar dans deux galaxies du centre, car, même en soustrayant la luminosité infrarouge produite par la formation d'étoiles, une émission significative produite par de la poussière chauffée est présente et ne peut pas être expliquée d'une autre manière.

## Émission de rayons X
Dans le rapport de découverte, l'équipe de Tao Wang annonce la découverte d'une concentration remarquable de galaxies massives, ce qui en fait l'amas détecté par rayons X le plus éloigné connu à ce jour. Lors de la découverte, seules des données collectées dans les rayons X étaient disponibles, ce qui a permis d'observer que l'amas émet une émission de rayons X étendue. Celle-ci est particulièrement concentrée sur le centre de l'amas, dans une région dense d'environ 80 ± 5 kpc (∼261 000 al).
Une observation par spectroscopie de la région d'émission des rayons X a permis d'y trouver les 17 galaxies membres ainsi que d'y remarquer une émission importante dans la raie d'émission du carbone et de l'hydrogène α. La luminosité des rayons X, le contenu de la masse stellaire de l'amas et la dispersion de la vitesse dans celui-ci indiquent tous qu'un halo de matière noire effondré pourrait exister autour de l'amas. Contrairement à d'autres amas découverts jusqu'à présent, cette structure est dominée par des galaxies en processus de formation d'étoiles, dont les rayons X pourrait provenir.
En 2016, après la découverte de l'amas, le réseau de radiotélescopes du désert d'Attacama y observa des sources millimétriques et sub-millimétriques. Celles-ci se situent dans la région où les rayons X sont détectés, et il est conclu que d'autres observations millimétriques sont nécessaires pour identifier la source du rayonnement X. Dans cette idée, des observations seront effectuées avec le réseau de radiotélescopes NOEMA pour permettre de résoudre l'émission millimétrique et mesurer le redshift de celle-ci via la raie du carbone (entre 4 et 5 mm). Au total, seront détectées trois sources dans la raie du carbone, jusqu'à des flux de ~0,6 Jy/km/s-1, et toutes sont situées dans la région centrale de l'amas, dont deux ont également été détectées dans une autre raie d'émission plus courte, et elles correspondent aux principales émissions de rayons X.
Peu de temps après, le XMM-Newton sera aussi utilisé pour trouver l'origine des rayons X. À la position de l'amas, aucune émission ponctuelle de rayons X n'a été détectée, ce qui signifie qu'il y a plusieurs sources qui contribuent à l'émission. Ce fait opte plus pour que l'origine de l'émission soit la surdensité de galaxies au centre de l'amas, plutôt qu'une forte formation d'étoiles.
Il existe également la possibilité que l'émission de rayons X provienne d'une phénomène de diffusion Compton inverse des photons du fond diffus cosmologique par des électrons relativistes dans la source radio centrale. Il est soutenu qu'il soit peu probable que ce soit le cas. Les quelques structures/galaxies avec une émission de rayons X de ce type sont pour la plupart des radiogalaxies (dont les jets astrophysiques sont bien visibles et émettent une grande quantité de rayonnement), avec des flux radio de un à deux ordres de grandeur plus élevés que la source radio centrale ponctuelle de cet amas. Si cette émission est entièrement produite la diffusion Compton de la source radio centrale, le champ magnétique produisant l'éjection d'électrons doit être d'environ 0,5 μG. Cette intensité de champ magnétique est significativement plus faible (l'émission radio est trop faible par rapport à l'émission de rayons X) que les estimations pour les structures dont l'origine et la diffusion Compton, qui sont d'environ 30 à 180 μG. Bien qu'il y ait toujours une possibilité que l'émission de rayons X soit due à un jet fantôme/fossile, l'origine de l'émission X est toujours sujette à débat.